# 馬爾他戲劇節
馬爾他戲劇節為中東歐最重要的國際性藝術活動之一，演出項目包括戲劇、音樂、舞蹈和電影節目。每年約有150場以上的表演，吸引超過15萬觀眾。
馬爾他戲劇節首度舉辦的時間為1991年的六、七月間，地點在波蘭波茲南市內的人工湖馬爾他湖，而這也是戲劇節的名稱由來。
馬爾他戲劇節的開辦宗旨正是為了呈現劇場外的表演，對傳統的反動，讓戲劇可以接觸的更廣大的群眾，而不只是侷限在固定的場域中。因此戲劇節期間，波茲南市內所有的街道，廣場，紀念碑都可能有表演出現。這個戲劇節不在僅限於戲劇表演，逐漸擴展至音樂，舞蹈及電影。大部分的表演都是直接在城市街頭上演。
馬爾他戲劇節在2010年舉辦20週年之際，將原本的「馬爾他國際戲劇節」改名為「波茲南馬爾他戲劇節」。

## 外部連結
馬爾他戲劇節官網 （页面存档备份，存于）